# Gekkan Comic Zero Sum
Gekkan Comic Zero Sum (jap. 月刊コミックZERO-SUM Gekkan Komikku Zero Samu) – japoński miesięcznik z mangami josei, wydawany od 28 marca 2002 nakładem wydawnictwa Ichijinsha.
Specjalna edycja magazynu zawierająca mangi shōjo, zatytułowana Comic Zero Sum Ward (jap. コミックZERO-SUM 増刊WARD Komikku Zero Samu Zōkan Wādo), ukazywała się od sierpnia 2003 do maju 2015.

## Wybrane serie
Opracowano na podstawie źródła.
- 07-Ghost
- Akenomori
- Amatsuki
- Are You Alice?
- Battle Rabbits
- Di(e)ce
- Karneval
- Książę Piekieł: Devils and Realist
- Loveless
- Magical × Miracle
- Mahōtsukai no yakusoku
- Mushikaburi-hime
- Odrodzona jako czarny charakter w grze otome, gdzie wszystkie ścieżki prowadzą do złego zakończenia
- Saiyuki Reload
- Saiyuki Reload Blast
- Siedmiu książąt i tysiącletni labirynt
- Shunkan Lyle
- Strange+
- Weiß Side B